# Distrito de Nagykanizsa
El distrito de Nagykanizsa (húngaro: Nagykanizsai járás) es un distrito húngaro perteneciente al condado de Zala.
En 2013 tiene 78 022 habitantes. Su capital es Nagykanizsa.

## Municipios
El distrito tiene dos ciudades (en negrita), una de ellas con estatus de ciudad de derecho condal (la capital Nagykanizsa), y 47 pueblos
(población a 1 de enero de 2013):
- Alsórajk (358)
- Balatonmagyaród (456)
- Belezna (748)
- Bocska (313)
- Börzönce (54)
- Csapi (169)
- Eszteregnye (686)
- Felsőrajk (762)
- Fityeház (649)
- Fűzvölgy (124)
- Galambok (1244)
- Garabonc (715)
- Gelse (1118)
- Gelsesziget (268)
- Hahót (1066)
- Homokkomárom (193)
- Hosszúvölgy (167)
- Kacorlak (197)
- Kerecseny (237)
- Kilimán (237)
- Kisrécse (189)
- Liszó (369)
- Magyarszentmiklós (255)
- Magyarszerdahely (528)
- Miháld (786)
- Murakeresztúr (1741)
- Nagybakónak (408)
- Nagykanizsa (49 070) – la capital
- Nagyrada (465)
- Nagyrécse (1083)
- Nemespátró (286)
- Orosztony (422)
- Pat (226)
- Pölöskefő (390)
- Pötréte (245)
- Rigyác (391)
- Sand (404)
- Sormás (872)
- Surd (615)
- Szepetnek (1589)
- Újudvar (960)
- Zalakaros (1849)
- Zalakomár (2982)
- Zalamerenye (173)
- Zalasárszeg (126)
- Zalaszabar (560)
- Zalaszentbalázs (838)
- Zalaszentjakab (321)
- Zalaújlak (118)